# Geza Džuban
Geza Džuban (roj. Dzsubán Géza), slovensko-madžarski politik, poslanec in agronom, * 6. november 1943, Moravske Toplice.

## Življenjepis
Leta 1992 je bil izvoljen v 1. državni zbor Republike Slovenije; v tem mandatu je bil član naslednjih delovnih teles:
- Komisija za spremljanje in nadzor lastninskega preoblikovanja družbene lastnine,
- Odbor za infrastrukturo in okolje in
- Odbor za kmetijstvo in gozdarstvo.

Geza Džuban, član Liberalne demokracije Slovenije, je bil leta 2004 tretjič izvoljen v Državni zbor Republike Slovenije; v tem mandatu je bil član naslednjih delovnih teles:
- Odbor za kmetijstvo, gozdarstvo in prehrano in
- Odbor za promet (podpredsednik).